# Rachowicze (obwód miński)
Rachowicze (biał. Рахавічы; ros. Раховичи) – wieś na Białorusi, w obwodzie mińskim, w rejonie soligorskim, w sielsowiecie Chorostów.
W dwudziestoleciu międzywojennym leżały w Polsce, w województwie poleskim, w powiecie łuninieckim, w gminie Lenin (Sosnkowicze), w pobliżu granicy ze Związkiem Sowieckim. Zdyslokowane były tu kompania graniczna KOP „Rachowicze” oraz podległa jej strażnica KOP „Rachowicze”.